# Semmerling LM4
Семмерлинг ЛМ-4 (англ. Semmerling LM4) — пятизарядный карманный пистолет двойного действия с ручным перезаряжением (неавтоматический), разработанный в США в качестве запасного оружия для служащих силовых организаций.

## История
Единственной доступной для публики версией был LM4, который был спроектирован и изготовлен в США в конце 1970-х и производился до начала 1980-х годов и продавался по цене 750$ долларов. «LM» в номерах моделей означает «Lichtman Model», по имени изобретателя дизайна Филиппа Лихтмана. Лихтман подал заявку и получил по меньшей мере четыре патента Соединенных Штатов, связанные с дизайном пистолета.
Цель разработки LM4 заключалась в том, чтобы, насколько это возможно достичь сочетания наивысшей практической огневой мощи в конструкции маленького и легкого пистолета для того, чтобы его можно было бы использовать в качестве запасного оружия. Для этого разработчик выбрал мощный патрон 45 ACP, который в то время был стандартным армейским патроном, из за его доказанной убойности и создал ручной механизм перезаряжения для минимизации массы и обеспечения безупречной работы в самых сложных ситуациях. Разработчик предложил LM4 армии США и правительственным агентствам.
Семмерлинг работает со статическим, полностью закрытым затвором, производя при выстреле значительную отдачу. Механизм ствола вручную выдвигается вперед, для экстракции гильзы, а затем задвигается обратно для перезарядки. Всё это может быть сделано большим пальцем второй руки (которая находится в положении снизу под рукой в которой удерживается пистолет). Когда в патроннике находится патрон, экстрактор выступает на 1/8 дюйма, действуя как индикатор заряжения. Он не имеет предохранителя или механизма безопасного спускания курка. Пистолет использует механизм предохранительного взвода. Для этого необходимо, придерживая кнопку на правой стороне пистолета, нажать на спусковой крючок продвинув его на несколько миллиметров назад. После этого затвор будет закрыт и спусковой крючок отключен. В таком положении пистолет готов для переноски, и без этой операции пистолет может быть случайно открыт и разряжен при извлечении его из кобуры. Для приведения пистолета в боевое положение необходимо нажать на спусковой крючок, продвинув его на несколько миллиметров назад, и отпустить его вперед. Ещё одной необычной особенностью пистолета является отсутствие в пистолете механизма извлечения магазина. Вместо этого магазин фиксируется в рукоятке при помощи пластинчатых упоров снизу корпуса магазина, которые, расходясь по сторонам, зацепляются с внутренней стороной рукоятки, что напоминает конструкцию магазина в пистолете Прилуцкого. Для извлечения магазина необходимо одновременно прижать две пружины, которые прижимают магазин к стенкам, и вынуть магазин.
Очевидным недостатком такого дизайна была малая скорострельность (заявлена как 1 выстрел в секунду), и высокая цена, связанная с высоким качеством пистолета. Также заявленная возможность использования большого пальца для ручной перезарядки на практике неудобна и поэтому пистолет необходимо перезаряжать левой рукой, придерживая кожух сверху, что, учитывая короткий ствол, чревато возможностью произведения случайного выстрела в руку. Хотя внешне пистолет несколько напоминает конструкцию «Шварцлозе модель 1908» в патентной документации разъясняется, что именно ручная перезарядка якобы является преимуществом конструкции из-за повышенной безопасности ношения.
Пистолет производился поштучно, практически вручную, и всего было изготовлено несколько сот экземпляров.